# ایکلزهام
ایکلزهام (به انگلیسی: Icklesham) یک روستا و محله مدنی در بریتانیا است که در Rother واقع شده‌است. ایکلزهام ۲۳٫۵ کیلومتر مربع مساحت و ۲٬۷۵۱ نفر جمعیت دارد.